# Ring of Fire
Ring of Fire é um filme de ação e drama estadunidense de 1991 dirigido por Richard W. Munchkin e Rick Jacobson.

## Sinopse
Quando lutadores de diferentes academias de kickboxe entram em conflito, você já pode imaginar o nível de pancadaria que irá rolar! O astro Don The Dragon Wilson é Johnny, um lutador que terá que provar sua coragem e lutar pela honra de sua família e o amor de uma mulher.

## Elenco
- Don Wilson....Johnny Woo (como Don 'The Dragon' Wilson)
- Maria Ford....Julie
- Vince Murdocco	....Chuck
- Gary Daniels....Bud